# Bohdan Drożdż
Bohdan Drożdż (ur. 12 stycznia 1926 w Kobryniu, zm. 25 maja 2009 w Poznaniu) – farmaceuta, fitochemik, profesor zwyczajny, związany z Uniwersytetem Medycznym w Poznaniu, długoletni kierownik Ogrodu farmakognostycznego w Poznaniu, prodziekan Wydziału Farmacji (1981–1984), kierownik Katedry i Zakładu Roślin Leczniczych.

## Życiorys
Studia farmaceutyczne rozpoczął w 1946. Początkowo interesowały go w szczególności fitochemia i saponiny. W 1960  na podstawie rozprawy „Badania przebiegu gromadzenia się saponin w ważniejszych roślinach leczniczych” napisanej pod kierunkiem prof. Bogusława Borkowskiego uzyskał stopień doktora. Zajmował się też przydatnością kwasów barbiturowych w selektywnym ujawnianiu plam cukrów w chromatografach (wyniki badań publikowano w Nature). Wyjaśniał struktury chemiczne terpenów (m.in. z gatunków należących do rodzaju Centaurea).
Habilitacja nastąpiła w 1968 na podstawie pracy „Gorzkie laktony seskwiterpenowe występujące w niektórych gatunkach plemienia Cynareae L.” Wtedy to objął kierownictwo Ogrodu Farmakognostycznego (do 1981), a w 1978 Katedry Roślin Leczniczych Akademii Medycznej, czyli obecnego Uniwersytetu. Pod jego kierownictwem wyodrębniono ponad sto związków, w tym 60 wcześniej nieopisanych. Wyodrębnione podówczas terpeny stanowiły ⅛ wszystkich nowych związków naturalnych znalezionych wtedy w Polsce.
Współpracował z Czechosłowacką Akademią Nauk. Otrzymał, jako pierwszy Polak, Złoty Medal im. Heyrowskiego, za zasługi dla rozwoju chemii. Był przewodniczącym Oddziału Farmaceutycznego PTPN, Sekcji Chemii Produktów Naturalnych PTCh, udzielał się w PAN-ie. W 1989 otrzymał najwyższe odznaczenie Czechosłowackiej Akademii Nauk – Za zasługi dla wiedzy i ludzkości. Przez całe swoje zawodowe życie współpracował z naukowcami z Holandii, Kanady, NRD i RFN, Włoch, Indii, Algierii i Kazachstanu. Otrzymał liczne nagrody państwowe, wspierał rozwój wielkopolskiego biznesu. Był miłośnikiem turystyki górskiej.
Pogrzeb odbył się 1 czerwca 2009 na cmentarzu junikowskim.